# Athyroglossa rivalis
Athyroglossa rivalis är en tvåvingeart som beskrevs av Ichiro Miyagi 1977. Athyroglossa rivalis ingår i släktet Athyroglossa och familjen vattenflugor. Inga underarter finns listade i Catalogue of Life.